# 여우 누이
여우 누이는 한국의 설화이다. 한반도 지역 전체에 퍼져 전해지는 설화이며, 가족의 편애와 공포가 주가 되고 있다.

## 개요
김준희의 '남매관계 설화의 형상화 양상과 의미 연구'(2021)논문에서는 광포 설화에 포함되며, 이 설화가 대한민국 지역 전역에서 전승되는 동화임을 확인할 수 있다고 한다. 발견된 75편 중 딸을 낳는 것을 간절히 바라지만 신에게 빌지 않는 이야기로 전개된 이야기는 단 12편뿐이었으므로 해당 설화는 딸을 낳는 것을 바라는 행위가 핵심이라고 볼 수 있다고 하였다.

## 줄거리
어느 집에서 아들만 세 명이 태어난 집이 있었는데, 그 집에서 딸을 가지고 싶다고 부처에게 여러번 빌게 된다. 그러던 어느날, 두 부부가 바라던 딸이 태어나게 되었다.
막내딸은 집안에서 온갖 귀여움을 독차지하게 되었다. 하지만 막내딸이 여섯 살 정도가 되었을 무렵, 집안에서 기르던 가축들이 간이 사라진 채로 하나둘씩 죽기 시작한 것이었다. 집주인 부부는 어떤 사람이 범인인지 알기 위해서 아들들에게 밤이 될 때마다 불침번을 시켜 감시하도록 한다. 그러면서 콩을 나누어 주며 잠이 올 때 마다 콩을 씹으며 버티라고 한다.
첫째 아들과 둘째 아들은 밤중에 너무 피곤하여 콩을 씹어 가면서 소와 닭이 어떻게 쓰러져 죽게 되는지 감시하게 되었으나, 두 아들이 본 광경은 아무리 설명해도 이해할 수 없을 정도로 기괴한 광경이었다. 막내딸이 여우의 꼬리를 드러내면서 소와 닭의 항문에 손을 집어 넣어 간을 빼먹은 후 도망을 갔던 것이다.
첫째 아들과 둘째 아들은 자신이 본 내용을 부모님께 알려주지만, 부모는 아들들의 진술을 귀여움을 독차지하는 여동생이 샘이 나서 거짓을 말한 것이라 생각하며 두 아들을 집에서 쫓아낸다. 하지만 막내아들은 자신의 형들 사례를 보고 아무리 진실을 말해도 혼나게 될 것이라는 것을 알았기 때문에 형들이 본 것을 똑같이 보았지만 막내아들은 부모님에게 가축들이 그냥 병이 들었기 때문에 쓰러져 죽은 것으로 거짓 진술을 한다. 결국 막내 아들은 집에서 쫓겨나지 않게 되었다.
쫓겨난 첫째 아들과 둘째 아들은 절에서 한 스님을 만나게 된다. 스님은 집에서 쫓겨난 두 아들의 사정을 듣고 안타까워 하면서 이들을 도와주겠다고 말한다. 두 아들은 스님을 따라 수련하면서 살아갔고 몇 년이 지나 스님이 두 아들에게 물건을 건네준다. 그 물건은 각각 흰색, 빨간색, 파란색 물이 든 유리병이었는데 하얀색 병은 가시가 든 병이고, 빨간색 병은 불꽃이 든 병이며, 파란색 병은 깊은 바다가 들어 있는 병이라고 설명하고 정말로 위급한 상황이 있을 때 던지라는 말을 하고 사라졌다.
두 아들은 감사함을 표하고 집에 돌아갔으나 집에 있던 부모는 없어졌고, 막내 아들도 보이지 않았다. 집에 있던 사람은 오로지 집에 있던 유일한 여동생이었는데, 부모와 동생이 어디 갔냐는 말에 여동생은 모두 자신이 죽였다고 대답하였다. 이상한 낌새를 느낀 두 아들은 동생에게 물을 마시고 싶다고 핑계를 대며 동생이 물을 길어오는 사이에 도망간다.
동생은 여우로 변해서 두 아들을 쫓아가기 시작했다. 옷자락이 잡힐 정도로 가까워졌을 때 아들 중 하나가 흰 병을 누이에게 던진다. 여우 누이는 온몸에 가시가 박혔는데도 달려오기 시작했고, 다시 가까워지자 빨간색 병을 던져 불꽃에 휩싸이게 하였다. 털이 완전히 타 버렸지만, 그럼에도 불구하고 여우는 두 아들을 죽이러 달려간다. 다시 잡힐 수 있을 정도로 가까워지자 마지막으로 파란색 병을 여우에게 던졌는데, 파란색 병이 바다가 되어 여우를 익사시켰다.
두 아들은 자신들이 그토록 귀여워했던 여동생이 사실은 여우였다는 사실을 알고 여우의 시체를 보며 눈물을 흘린다. 두 아들은 머물 곳이 없어서 정처 없이 다른 지역을 떠돌아다니기 시작하는 것으로 끝맺음을 한다.

## 변형
여우누이는 남한 지역뿐만 아니라 한반도 전역에 퍼져있는 설화로 추측되며, 이에 따라 굉장히 많은 수의 변형이 존재한다. 남매 관계 설화에 형상화 양상과 의미 연구에서는 남한 지역에서만 총 75편의 판본이 존재함을 알았으며, 위 줄거리에서 달라지는 요소들은 다음과 같이 정리할 수 있다.
- 두 아들이 아니라 여러 명의 아들이나, 아들 하나만 주인공으로 표현되는 판도 있다. 이와 같이 아들의 수가 변형되는 판본은 주로 발각형 판본에 해당한다.
- 이야기가 시작할 때 아들도 가정을 꾸린 상태로 시작하는 판도 있다.
- 낳은 딸이 여섯 살이 되던 해가 아니라 딸이 자라나면서 가축들이 하나씩 간을 빼먹혀 없어지는 것으로 표현되기도 한다.
- 유리병이 마개가 있는 호리병으로 바뀌어 나오거나, 힘이 담긴 부적으로 나오는 경우도 있다.
- 유리병을 던지는 순서는 가시가 들어 있는 흰색 병, 불꽃이 들어 있는 빨간색 병, 바다가 들어 있는 파란색 병의 순서로 진행되지만, 빨간색 병과 하얀색 병의 순서가 뒤바뀌기도 한다.
- 위 유리병을 주는 대상이 승려가 아니라 산신령이기도 하며 어떠한 지역에서는 용왕이 유리병을 주기도 한다. 또, 아들들이 가정을 꾸린 상태로 시작하는 경우 아내가 주인공에게 신령한 힘을 가진 도구들을 건네준다.
- 유리병의 색깔은 불꽃이 들어 있는 병과 바다가 들어 있는 병은 각각 빨간색과 파란색으로 거의 통일되어 있으나, 가시가 나타나는 유리병은 흰색이나 노란색 병으로 등장하기도 한다.
- 여우를 물리치고 난 후 새로운 색시를 만나서 오손도손 가정을 꾸리거나, 이미 가정이 있는 판본의 경우 가정으로 돌아가 행복하게 살기도 한다.

## 해석
해당 설화는 한국의 다른 설화와는 달리 어떠한 교훈도 발견되지 않고 오로지 공포만을 내세운 설화이며, 전개와 결말 역시 평범한 사람이었던 주인공 집안에 갑작스럽게 사람을 죽이는 여우가 들어와 결말 역시 좋게 끝나지 않는다는 특징을 가지고 있다. 따라서 여우누이의 해석은 따로 정립된 해석이 없거나 단순한 공포 소설로 전해져 내려오고 있으나, 여러 민속학자들이 여우누이 동화의 진짜 뜻을 알기 위해 여러 연구를 진행하였다.
많은 사람들은 여우누이의 내용이 남존여비 사상과 가부장제를 강화하고 유지하기 위한 의도가 담긴 이야기라고 하나, 실제로 그러한 의도가 담겨 있었다면 구전가들이 스스로 거부감을 느껴서 민담으로서 전승되지 못하고 사라졌을 가능성이 매우 높다고 하였다. 설화라는 것은 전승 집단의 삶과 문화를 담고 있는 집단 무의식의 산물이기 때문이다. 실제로 가부장적인 요소가 있다면 아무 이유 없이 가축이나 가족을 살해하는 장면이 있다는 것이 납득이 되지 않는다고 저술하였다.
문은주는 해당 설화의 전개로 다른 시각의 해석을 하였다. 출생형 서사에서는 부부가 누이를 원하는 장면에서 '아들은 모두 죽어도 좋다'라고 말하는 판본으로 주로 등장하는데 여기서 누이가 여우라는 것이 제시되던 시점까지는 일방적으로 여성이 가정을 망치는 전개가 보여 여성혐오를 불러일으킬 수 있을만한 전개로 보이지만, 여우를 물리치기 위해 도움을 준 사람 역시 여성이며 출생형 서사의 경우 마지막 장면에서 여성이 있는 자신의 가정으로 돌아가는 장면이 있는것으로 보아 오히려 극단적인 가부장제를 비판하는 전개로 해석하기도 하였다.
조희웅은 구전설화에 대해 첫째, 시기적으로 해방 이전과 해방 이후의 자료를 포괄하고 있고, 둘째로 공간적으로 남북한의 자료들을 아우르고 있으며, 셋째로 순수 설화 자료뿐만 아니라 여타의 이야기 문학 자리에까지 영역을 확대한 자료로 한국에서 설화학상에서 차지하는 위치가 탁월하다고 하였다.
해당 논문에서는 여러 학자들의 다음과 같은 해석을 기재해 놓았다.
- 형제가 여우를 쓰러뜨린 것이 일종의 통과의례 중 하나로 취급 된다고도 해석하였다. 두 아들이 여우를 쓰러뜨리고 죽음을 면하는 것을 성인식과 같은 사회에 편입하는 의식을 나타냄으로써 가정에서 독립하게 되었고 사회 초년생으로서 아직 부딪치지 않은 새로운 사회 경험이 많아서 고생을 한다는 이야기인 것이다.
- 형제가 여우를 쓰러뜨린 것은 부정적인 아니마인 여우 여동생을 긍정적 아니마를 되찾는 장치로 사용한 것이다. 따라서 여동생을 죽인 것은 온전한 자기자신을 나타내는 통과의례의 형태인 것이다.[4]
- 여우의 악행과 그것을 축출하는 두 형제의 이야기를 통하여 두 아들은 자기 실현을 이루어 낸 것이다.
- 위에서 나왔던 가부장제의 유지가 아닌, 오히려 가부장제를 비판하는 설화인 것이다. 이도희는 기존의 이러한 학설을 뒤집고 당시의 극심한 남성 중심의 남아선호사상과 가부장적인 사회의 문제점을 드러내고, 오랫동안 억압된 여성성을 나타내며 낮에는 딸이고 밤이 되면 여우가 되는 여우 누이로써 표현하게 된 것이다. 반면, 집에서 쫓겨난 아들들은 이러한 여성성을 구원하기 위해 영웅의 길을 걷게 된 것이다.[5]
- 누이의 악랄함과 폭력성은 악을 상징하는데, 결국 숨어서 악한 행위를 한 사람도 처벌을 받는 권선징악 형태의 동화인 것이다. 등장하는 '누이의 오빠'는 주인공이자 선이고 막내 누이는 그러한 주인공의 적대자 구도로 등장하며 반동인물인 악으로 표현된다. 문은주의 논문에서는 악인이 먼저 힘을 얻고 선인이 어려움에 처해 힘들어 하다가 특별하거나 기이한 계기(조력물)로 착한 자는 흥하고 악한 자는 망한다는 설화의 권선징악적인 결론에 도달하였다고 기록하였다.[3]

문은주는 일부 출생형 판본에서 태어난 딸을 묘사할 때 "하필 불여우, 검은 여우였다"로 시작하는 것은 출생형 판본에만 나오는 대사로, 여우를 간교하고 요사스럽다는 부정적인 존재로 인식하는 경향이 강한 한국 문화에서의 관념을 그대로 반영한 것으로 여겨진다고 하였다. 출생형 서사구조로 된 설화는 1939년 3월 채록된 것을 마지막으로 구전설화와 같은 기록물에 수록되어 있지 않았다고 한다. 같은 논문에서 출생형 서사가 사라진 이유 중 하나로 일제강점기 해수구제 정책 실시로 한반도에 서식하던 호랑이, 표범, 늑대 등을 사냥하는 과정에서 여우의 개체수도 급격히 감소하기 시작했기 때문이라고 서술했다. 더불어 1950년대 말 부터 시작된 전국적인 쥐잡기 운동으로 쥐 개체수의 감소에 따라 여우가 절멸위기에 처했고 한국에서 여우를 쉽게 볼 수 없어지면서 출생형 서사의 여우누이 판본도 더 이상 채록되지 않았던 것으로 여겨진다고 하였다.

## 타 문화권에서의 비슷한 설화
최인학(1994)은 여우누이 이야기와 몽골의 미하친 이야기를 비교하면서 유목문화를 배경으로 형성되었으며 한국과 일본의 영향을 끼쳤다는 것과 마법에 의한 구조와 탈출을 핵심 모티브로 제시하고 있다.
왕결청(2015)은 중국민간고사성집(中國民間故事集成)과 중국민간고사전집(中國民間故事全集) 검토하여 한국학에 보고된 적 없는 중국의 요매형 설화 5편을 제시하며 중국의 유명 설화가 누이가 집단의 가축을 죽이고, 부모에게 누이의 정체를 얘기하지만 부모로부터 꾸짖음을 들으며, 이들을 피해 오빠가 도망가는 등 한국의 여우 누이와 비슷한 서사구조를 갖고 있다고 했다. 하지만 여우 누이가 딸을 얻고 싶다는 바람에 따라 여우가 가족에 출현하여 집안에 재앙이 찾아온다는 전개로 흘러가는 반면, 중국의 해당 설화는 특별한 이유 없이 가족 내에서 늑대나 요괴의 출현이 일어나며, 한국의 여우 누이 설화에 비해 이야기적인 요소가 떨어지는 차이점이 있다고 말하였다.

## 같이 보기
- 구미호
- 한국여우
- 변신